# Olympia Aldersey
Olympia Aldersey (Adelaida, 26 de julio de 1992) es una deportista australiana que compite en remo.
Ganó cuatro medallas en el Campeonato Mundial de Remo entre los años 2014 y 2023.
Participó en dos Juegos Olímpicos de Verano, ocupando el séptimo lugar en Río de Janeiro 2016 y el quinto en Tokio 2020, en la prueba de ocho con timonel.

## Palmarés internacional
| Campeonato Mundial | Campeonato Mundial        | Campeonato Mundial | Campeonato Mundial |
| Año                | Lugar                     | Medalla            | Prueba             |
| ------------------ | ------------------------- | ------------------ | ------------------ |
| 2014               | Ámsterdam (Países Bajos)  | Medalla de bronce  | Doble scull        |
| 2017               | Sarasota (Estados Unidos) | Medalla de bronce  | Doble scull        |
| 2019               | Ottensheim (Austria)      | Medalla de oro     | Cuatro sin timonel |
| 2023               | Belgrado (Serbia)         | Medalla de bronce  | Ocho con timonel   |